# Juliet (měsíc)

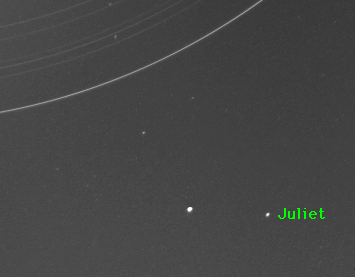
Juliet na obrázku od sondy Voyager 2 (NASA).

Juliet je šestý měsíc v pořadí od Uranu, je od něho vzdálen 64 360 kilometrů. Jeho velikost je 42 km. Hmotnost je 5,6×1017 kg . Jeden oběh kolem planety mu zabere 0,493066 dne. Doba rotace kolem osy není známa.
Objeven byl 3. ledna v roce 1986 americkou sondou Voyagerem 2 (Stephen P. Synnott).